# Marlene Streeruwitz

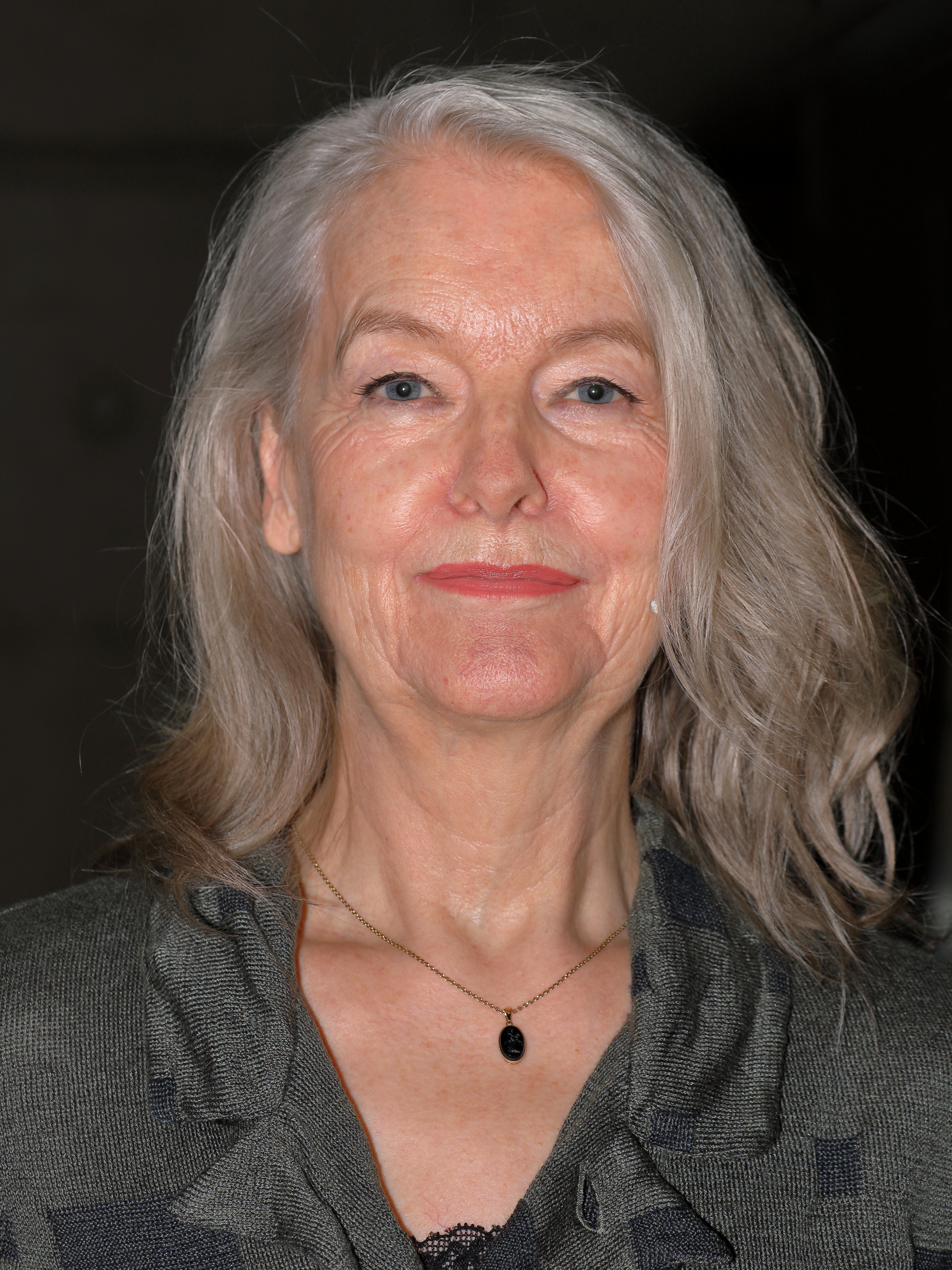
Marlene Streeruwitz (2024)

Marlene Streeruwitz (* 28. Juni 1950 in Baden bei Wien) ist eine österreichische Schriftstellerin.

## Leben und Wirken
Streeruwitz wuchs in Baden bei Wien als Tochter des Schuldirektors und ÖVP-Politikers Viktor Wallner auf. Sie studierte nach einem abgebrochenen Jusstudium Slawistik und Kunstgeschichte in Wien. 1996 erschien ihr erster Roman, Verführungen. 3. Folge. Frauenjahre, für den sie unter anderem mit dem Mara-Cassens-Preis ausgezeichnet wurde. Ihre Theaterstücke wurden seit Anfang der 1990er Jahre an deutschsprachigen Bühnen uraufgeführt. Sie lebt in Wien; bis zu Beginn der Coronakrise lebte sie auch in London und in New York.
Streeruwitz schrieb Romane, Theaterstücke, Novellen und theoretische Schriften. Die feministisch orientierte Streeruwitz gilt als eine der politisch engagiertesten deutschsprachigen Gegenwartsautorinnen. Sie kommentierte die politischen Ereignisse in Österreich (ÖVP/FPÖ-Koalition) im Jahr 2000. Bei der Europawahl 2019 unterstützte sie das Bündnis KPÖ PLUS – European Left.
Im November 2006 wehrte sich Streeruwitz juristisch gegen die Inszenierung des Stückes von Elfriede Jelinek Ulrike Maria Stuart im Hamburger Thalia Theater. In einer Szene der Inszenierung von Nicolas Stemann treten die Schauspielerinnen Susanne Wolff und Judith Rosmair in Vulva-Kostümen auf und sollen als Streeruwitz und Jelinek identifiziert werden. In einem Interview mit dem Spiegel kritisierte Streeruwitz, dass das Theater das Stück weiterhin in ungeänderter Form zur Aufführung bringe: „Ich will als handelndes und denkendes Subjekt nicht auf ein sprechendes Geschlechtsorgan reduziert werden“.

### COVID-19-Pandemie
Im Oktober 2020 kam Marlene Streeruwitz' Roman So ist die Welt geworden über die COVID-19-Pandemie in Buchform heraus. Er war zuvor von März bis Juni 2020 in Fortsetzungen erschienen. Jeden Donnerstag hatte sie drei Kapitel auf ihrer Website veröffentlicht. Die Pandemie bezeichnete Marlene Streeruwitz als Wendepunkt in ihrem Schaffen: „Alles, was ich bisher gemacht habe, ist hinfällig. Ich muss ganz neu anfangen.“ Die Isolation in der Corona-Pandemie habe sie in eine persönliche Krise gestürzt, gegen die ihr das Schreiben geholfen habe, resümierte sie im Dezember 2020 in der Wochenzeitung Die Zeit.
Streeruwitz warf der österreichischen Regierung „Angstmache“ vor und warnte vor einem „Hygiene-Staat“. Am 2. Januar 2021 verglich sie in der Tageszeitung Der Standard die Maßnahmen der österreichischen Bundesregierung mit den Nürnberger Rassengesetzen. Über die Corona-Massentests schrieb sie: „So sollte unsere Lebensrealität aussehen. Gemeinsam und gut aufgehoben.“ In einem Interview im November 2020 sagte sie noch: „Massentests! Wenn ich das schon höre! Wir werden zu Vieh gemacht.“ Der Schriftsteller Tonio Schachinger kritisierte den Vergleich mit der Zeit des Nationalsozialismus in der Tageszeitung Die Presse als „wirr“. In der Süddeutschen Zeitung erläuterte Streeruwitz ihr Anliegen daraufhin. Sie monierte insbesondere die Sprache, die von den Politikern verwendet worden sei. Sie lehne Begriffe wie den „Massentest“ ab, denn die Bevölkerung sei keine „Masse“: „Im Demokratischen geht das gerade medizinischerweise nicht zusammen. Wir sind alle demokratische Verantwortungssubjekte. Und Demokratie beruht auf demokratischem Sprechen. Die Pandemie wäre eine gute Gelegenheit, damit wirklich zu beginnen.“ Im Gespräch auf rbbKultur bekräftigte sie: „Ich möchte nicht autoritär angesprochen werden.“
Im Jahr 2021 erwarb die Österreichische Nationalbibliothek (ÖNB) den Vorlass von Marlene Streeruwitz, bestehend aus rund 120 Archivboxen mit dem gesamten bisherigen schriftstellerischen und publizistischen Schaffen der Autorin.

## Familie
Marlene Streeruwitz ist Schwiegertochter des ehemaligen Bundeskanzlers Ernst Streeruwitz. Sie ist Mutter von zwei Töchtern.

## Poetik
Streeruwitz hat ihre Arbeitsweise vor allem in ihren Tübinger und Frankfurter Poetik-Vorlesungen umrissen, mischt sich aber auch immer wieder in Essays, die sie gedruckt oder auch auf ihrer Website veröffentlicht, in tagesaktuelle Diskussionen ein und markiert dort nicht nur politische, sondern auch ästhetische Standpunkte. Ihre Werke sind unter anderem von Roland Barthes und Theodor W. Adorno beeinflusst. Häufig spielen Figurennamen (Helene, Margarethe, Madelaine) auf ihren eigenen an.
Laut eigener Aussage war ihr literarisches Schlüsselerlebnis die Lektüre von William Faulkners Roman Schall und Wahn, einem wichtigen Werk der amerikanischen Moderne. Streeruwitz hat sich dazu bekannt, Österreichisch und nicht Deutsch zu schreiben und als Beispiele für die unterschiedliche Grammatik die Benutzung von Adverbien sowie die Konjunktivbildung angeführt. Fehler in der Verwendung des Konjunktivs II wurden ihr in Kritiken immer wieder vorgeworfen.
Auf die Frage, ob, wer Fragen stelle, damit rechnen müsse, aus der Gesellschaft ausgeschlossen zu werden, antwortet Streeruwitz in einem 2014 veröffentlichten Gespräch, dass es ihr darum gehe, mittels Literatur „diese 10 %, diese Fragen- und Denkbereiten, zu erreichen“, denn mit diesen „feinsinnigen Fragestellern“ wolle sie „ins Gespräch kommen“. Die Wichtigkeit des Fragestellens oder einer Literatur, die infrage stellt, werde allerdings von der österreichischen „Hochkultur“ nicht anerkannt.

## Auszeichnungen
- 1995/96: Tübinger Poetik-Dozentur im Wintersemester 1995/96
- 1996: Österreichischer Würdigungspreis für Literatur
- 1997: Mara-Cassens-Preis
- 1997/98: Frankfurter Poetik-Vorlesungen im Wintersemester 1997/98
- 2001: Hermann-Hesse-Preis
- 2001: Literaturpreis der Stadt Wien
- 2002: Walter-Hasenclever-Literaturpreis
- 2003: Brüder-Grimm-Professur
- Im März 2004 nahm sie den Badener Kulturpreis nicht an, da die Festansprache von der damaligen Außenministerin Benita Ferrero-Waldner (ÖVP) gehalten werden sollte, die sich zu diesem Zeitpunkt im Wahlkampf um das Amt des Bundespräsidenten befand, für den Streeruwitz sich nicht vereinnahmen lassen wollte.[16] In einem Interview mit der Berliner Wochenzeitung Jungle World sagt sie dazu:

„Ich habe starke Vorbehalte gegen die Außenministerin in ihrer Amtsfunktion. Ich erinnere an Genua, wo sie sich über die Künstler und Künstlerinnen der österreichischen Volxtheaterkarawane verächtlich und denunziatorisch geäußert hat.“

- 2008: Peter-Rosegger-Preis
- 2009: Droste-Preis.[17] Die Laudatio zum Droste-Preis hielt Jürgen Wertheimer.
- 2010: Wiener Frauenpreis
- 2011: Shortlist Deutscher Buchpreis mit Die Schmerzmacherin
- 2012: Bremer Literaturpreis für Die Schmerzmacherin
- 2014: Longlist Deutscher Buchpreis mit Nachkommen
- 2015: Franz-Nabl-Preis[18]
- 2016/17 Paderborner Gastdozentur für Schriftstellerinnen und Schriftsteller
- 2019: Longlist Deutscher Buchpreis mit Flammenwand[19]
- 2020: Preis der Literaturhäuser[20]
- 2021: Joseph-Breitbach-Poetik-Dozentur[21]

## Werke (Auswahl)
- Waikiki-Beach. Sloane Square. Zwei Stücke. Suhrkamp, Frankfurt am Main 1992, ISBN 3-518-11786-6.
- New York. New York. Elysian Park. Zwei Stücke. Suhrkamp, Frankfurt am Main 1993, ISBN 3-518-11800-5.
- Bagnacavallo. Brahmsplatz. Zwei Stücke. Suhrkamp, Frankfurt am Main 1995, ISBN 3-518-11988-5.
- Verführungen. 3. Folge. Frauenjahre. Suhrkamp Verlag, Frankfurt am Main 1996 / Fischer Taschenbuchverlag, Frankfurt am Main 2002, ISBN 3-596-15619-X.
- Sein. Und Schein. Und Erscheinen. Tübinger Poetikvorlesungen. 1997.
- Können. Mögen. Dürfen. Sollen. Wollen. Müssen. Lassen. Frankfurter Poetikvorlesungen. 1998.
- Lisa’s Liebe. Romansammelband. Drei Folgen. Suhrkamp Verlag, Frankfurt am Main 1997 / Fischer Taschenbuchverlag, Frankfurt am Main 2000, ISBN 3-596-14756-5.
- Nachwelt. Roman. S. Fischer Frankfurt am Main 1999 / Fischer Taschenbuch Verlag, Frankfurt am Main 2001, ISBN 978-3-596-15046-5
- Waikiki Beach. Und andere Orte. Die Theaterstücke. 1999.
- Majakowskiring. Erzählung. 2000 / Fischer Taschenbuch Verlag, Frankfurt am Main 2005, ISBN 978-3-596-17182-8
- Norma Desmond. A Gothic SF-Novel. Eichborn, Frankfurt am Main 2002.
- Partygirl. Roman. S. Fischer Verlag, Frankfurt am Main 2002 / Fischer Taschenbuch Verlag, Frankfurt am Main 2003, ISBN 3-596-16096-0.
- Jessica, 30. Roman. S. Fischer Verlag, Frankfurt am Main 2004 / Fischer Taschenbuch Verlag, Frankfurt am Main 2006, ISBN 978-3-596-16136-2.
- Morire in Levitate. Novelle. S. Fischer Verlag, Frankfurt am Main 2004 / Fischer Taschenbuch Verlag, Frankfurt am Main 2006, ISBN 978-3-596-16578-0.
- Gegen die tägliche Beleidigung. Vorlesungen. S. Fischer Verlag, Frankfurt am Main 2004, ISBN 978-3-10-074428-9
- Entfernung. 31 Abschnitte. Roman. S. Fischer Verlag, Frankfurt am Main 2006 / Fischer Taschenbuchverlag, Frankfurt am Main 2008, ISBN 978-3-596-17077-7.
- Der Abend nach dem Begräbnis der besten Freundin. Weissbooks, Frankfurt am Main 2008 / Fischer Taschenbuch Verlag, Frankfurt am Main 2014, ISBN 978-3-596-19590-9.
- Kreuzungen. Roman. 2008, ISBN 978-3-10-074434-0.
- Bildgirl. Collagen. Neuer Berliner Kunstverein, Berlin 2009.
- Ich, Johanna Ey. Roman in 37 Bildtafeln. Düsseldorf, Droste 2010. Mit Beiträgen von Marie Althöfer und Susanne Anna sowie einem Roman von Marlene Streeruwitz, ISBN 978-3-7700-1341-8.
- AUF fassung. Ein Videoessay. 2010.
- Das wird mir alles nicht passieren. Wie bleibe ich FeministIn. 11 Erzählungen. Fischer Taschenbuchverlag, Frankfurt am Main 2010, ISBN 978-3-596-17734-9 (mit einer zum Buch gehörenden Website)
- Die Schmerzmacherin. Roman. S. Fischer Verlag, Frankfurt am Main 2011 / Fischer Taschenbuch Verlag, Frankfurt am Main 2014, ISBN 978-3-596-18493-4.
- Nachkommen. S. Fischer Verlag, Frankfurt am Main 2014 / Fischer Taschenbuchverlag, Frankfurt am Main 2015, ISBN 978-3-596-19591-6.
- Die Reise einer jungen Anarchistin in Griechenland. S. Fischer Verlag, Frankfurt am Main 2014 / Fischer Taschenbuch Verlag, Frankfurt am Main 2015, ISBN 978-3-596-03159-7.
- Poetik. Tübinger und Frankfurter Vorlesungen. Fischer Taschenbuch, Frankfurt am Main 2014, ISBN 978-3-596-19621-0. Rezension
- Über Bertha von Suttner. Mandelbaum Verlag, Wien 2014 (Autorinnen feiern Autorinnen), ISBN 978-3-85476-447-2.
- Yseut. Abenteuerroman in 37 Folgen. S. Fischer Verlag, Frankfurt am Main 2016 / Fischer Taschenbuch Verlag, Frankfurt am Main 2015, ISBN 978-3-596-03630-1.
- Flammenwand. Roman mit Anmerkungen. S. Fischer Verlag, Frankfurt am Main 2019, ISBN 978-3-10-397385-3.
- So ist die Welt geworden. Der Covid-19-Roman. Roman. Bahoe Books, Wien 2020, ISBN 978-3-903290-42-6.
- Handbuch gegen den Krieg. In: Bibliothek des Alltags, hrsg. von Wolfgang Paterno. Bahoe Books, Wien 2022, ISBN 978-3-903290-76-1.
- Tage im Mai. S. Fischer Verlag, Frankfurt am Main 2023, ISBN 978-3-10-397350-1.
- Handbuch für die Liebe, Fischer Taschenbuch, Frankfurt am Main 2024, ISBN 978-3-596-71066-9.
- Auflösungen. New York., Fischer Taschenbuch, Frankfurt am Main 2025, ISBN 978-3-10-397199-6.